# Spring Green (hrabstwo Sauk)
Spring Green – wieś w Stanach Zjednoczonych, w stanie Wisconsin, w hrabstwie Sauk.